# Ercole Ercole
Ercole Francesco Gustavo Ercole (Torre Annunziata, 23 marzo 1887 – Roma, 2 ottobre 1967) è stato un generale, aviatore e militare italiano, che divenuto pilota della specialità bombardamento durante la prima guerra mondiale, fu decorato per il suo comportamento di una medaglia d'argento e una medaglia d'oro al valor militare a vivente.

## Biografia
Nacque a Torre Annunziata il 23 marzo 1887, figlio di Salvatore e da Amelia Della Camera, casalinga, Ercole aveva altri due nomi, Francesco e Gustavo. Si arruolò nel Regio Esercito iniziando a frequentare la Regia Accademia Militare di Modena, uscendone nell'ottobre 1908 con il grado di sottotenente assegnato alla fanteria in forza al 5º Reggimento fanteria dove fu promosso tenente nell'ottobre 1911.
Successivamente, dopo aver fatto il corso di pilotaggio ad Aviano, dal febbraio 1912 al campo scuola di Amesbury dove conseguì il brevetto di pilota d'aeroplano su velivolo Bristol il 18 giugno 1912.
Rientrato in Italia fu nominato pilota militare su velivolo Caproni,  transitò nel Battaglione aviatori, e dopo l'entrata in guerra del Regno d'Italia, avvenuta il 24 maggio 1915, il giorno successivo raggiunse la zona di operazioni a Pordenone. Il 28 maggio 1915 è pilota presso la 14ª Squadriglia da ricognizione e combattimento, dotata di Blériot XI, di stanza a Pozzuolo del Friuli e il 13 giugno bombarda un parco bestiame a Doberdò del Lago.
Dopo lo scioglimento della 14ª passa in agosto alla 1ª Squadriglia Caproni, di cui dal 18 febbraio 1916 diventa comandante interinale fino al 19 aprile. Promosso capitano nel mese di settembre decorato con una Medaglia d'argento al valor militare per un bombardamento su Lubiana del 18 febbraio 1916.
Dal 7 giugno è comandante della 11ª Squadriglia Caproni e il 25 agosto parte da Grottaglie per il campo di Tahyraqua, detto anche di Punta Rameck vicino a Valona, per la campagna di Albania.
Il 12 ottobre 1916 fu attaccato nel cielo di Zarnec (Albania) da un Hansa-Brandenburg C.I austriaco a 3.000 metri di quota. I suoi compagni furono colpiti a morte, i serbatoi dell'aereo vennero forati perdendo carburante e il velivolo precipitò verso il suolo. Seppure ferito, riuscì a 300 metri di altezza a raddrizzare il velivolo con un motore solo e ad atterrare in emergenza a circa 50 km dalle linee italiane. Incendiato l'apparecchio affinché non cadesse in mani nemiche, venne creduto morto carbonizzato.
Esausto per la perdita di sangue, rimase nascosto fra gli alberi per vari giorni spostandosi cautamente solo di notte riuscendo a evitare la cattura. Raggiunse la più vicina postazione italiana situata sulla Voiussa dopo sette giorni di marcia con una ferita in gangrena, senza aver ricevuto cure e senza cibo. Una volta raggiunto l'accampamento italiano dovette subire una parziale amputazione della gamba ferita ad opera dal colonnello medico Gabriele Russo.
L'azione venne stata ricordata da Achille Beltrame sulla copertina della Domenica del Corriere, ed egli fu decorato "motu proprio" dal Re Vittorio Emanuele III con la medaglia d'oro al valor militare.
Il 6 maggio 1917 assunse il comando della 74ª Squadriglia di Trenno dotata di velivoli SAML S.2 e Savoia-Pomilio SP.2. Nell'ambito dell'undicesima battaglia dell'Isonzo si spostò con 2 sezioni con 6 SAML a Campoformido, dove rimase fino al 12 ottobre.
Al rientro a Trenno il reparto fu ridenominato 122ª Squadriglia e in novembre, promosso maggiore, passò al comando del Comando Gruppo Difesa Italia Settentrionale e poi del Gruppo Aviazione da Difesa settentrionale fino al gennaio 1918.
Rientrò in zona di operazioni nel febbraio di quell'anno, assumendo il comando del X Gruppo che mantenne fino al 10 dicembre quando esso fu sciolto.
Nel 1923 transitò nella neocostituita Regia Aeronautica, divenendo comandante di aeroporto, e nel 1924 fu promosso tenente colonnello. Nel 1927 assunse l'incarico di Addetto aeronautico presso l'Ambasciata d'Italia a Parigi venendo promosso colonnello nel luglio dello stesso anno.  Rientrato in Italia divenne comandante dell'8º Stormo Bombardamento Terrestre, e nel 1935 divenne addetto ai servizi della 1ª Zona Aerea Territoriale. Fu poi promosso generale di brigata aerea in ausiliaria nel 1939, nel marzo 1946 fu definitivamente messo a riposo.
Promosso generale di divisione aerea nel dicembre 1955, si spense a Roma il 2 ottobre 1967. Dopo la sua morte la città di Torre Annunziata gli ha intitolato una via.

### Annotazioni
1. ↑  Che ricopriva l'incarico di capotecnico di artiglieria della Real Fabbrica d’Armi.
2. ↑  La medaglia venne conferita con la medesima motivazione anche al tenente Giulio Laureati.

### Fonti
1. 1 2 3 4 5 6 7  Mancini 1936, p. 254.
2. 1 2 3 4  Ufficio Storico dell'Aeronautica Militare1969, p. 15.
3. 1 2 3 4  Maisto 1948, p. 71.
4. 1 2 3 4 5 6  Combattenti Liberazione.
5. ↑   istitutonastroazzurro.org, su decoratialvalormilitare.istitutonastroazzurro.org. URL consultato il 2 febbraio 2015.